# KK Mladost Mostar
KK Mladost je bh. košarkaški klub iz Mostara.

## Povijest
Klub je osnovan godine 1951. u Mostaru, u okviru DTV Partizan. S njime je počelo organizirano igranje košarke, kroz sekcije i klubove. Košarku se igralo na vanjskom igralištu društva, prvo kroz sekciju, a odmah i kroz prvi utemeljeni mostarski košarkaški klub Mladost. Mladostaši su sudjelovali na juniorskom prvenstvu BiH u Rogatici 1954. godine. Osvojili su broncu i to je bio prvi trofej mostarske košarke u povijesti. Za brončane mladostaše igrali su: Duško Masten, Slavko Cindrić, Ferdinand Radovan, Zdravko Ivković, Zvonimir Tolj, Mithat Blagajac te prije njih Nikica Smoljan i Mehmed Mahić.